# Oxyanthus mayumbensis
Oxyanthus mayumbensis là một loài thực vật có hoa trong họ Thiến thảo. Loài này được R.D.Good mô tả khoa học đầu tiên năm 1926.